# Daniszew
Daniszew is een plaats in het Poolse district  Kolski, woiwodschap Groot-Polen. De plaats maakt deel uit van de gemeente Kościelec en telt 200 inwoners.